# Macedónia a 2000. évi nyári olimpiai játékokon
Macedónia az ausztráliai Sydneyben megrendezett 2000. évi nyári olimpiai játékok egyik részt vevő nemzete volt. Az országot az olimpián 5 sportágban 10 sportoló képviselte, akik összesen 1 érmet szereztek. Macedónia első érmét szerezte az olimpiai játékok történetében.

## Érmesek
| Érem  | Versenyző         | Sportág  | Versenyszám        |
| ----- | ----------------- | -------- | ------------------ |
| Bronz | Mogamed Ibragimov | Birkózás | Szabadfogás, 85 kg |

## Atlétika
Férfi
| Versenyző        | Versenyszám | Előfutam | Előfutam | Előfutam | Elődöntő | Elődöntő | Elődöntő | Döntő   | Döntő    |
| Versenyző        | Versenyszám | Idő      | Hely.    | Össz.    | Idő      | Hely.    | Össz.    | Idő     | Helyezés |
| ---------------- | ----------- | -------- | -------- | -------- | -------- | -------- | -------- | ------- | -------- |
| Vancso Sztojanov | 800 m       | 1:47,71  | 5.       | 27.      | kiesett  | kiesett  | kiesett  | kiesett | kiesett  |

Női
| Versenyző        | Versenyszám | Előfutam | Előfutam | Előfutam | Elődöntő | Elődöntő | Elődöntő | Döntő   | Döntő    |
| Versenyző        | Versenyszám | Idő      | Hely.    | Össz.    | Idő      | Hely.    | Össz.    | Idő     | Helyezés |
| ---------------- | ----------- | -------- | -------- | -------- | -------- | -------- | -------- | ------- | -------- |
| Daniela Kuleszka | 1500 m      | 4:33,50  | 13.      | 38.      | kiesett  | kiesett  | kiesett  | kiesett | kiesett  |

## Birkózás
Szabadfogású
| Versenyző          | Versenyszám | Csoportkör                                                                                            | Csoportkör | Negyeddöntő                | Elődöntő                    | Bronz- mérkőzés                      | Döntő             | Helyezés |
| Versenyző          | Versenyszám | Ellenfél Eredmény                                                                                     | Hely.      | Ellenfél Eredmény          | Ellenfél Eredmény           | Ellenfél Eredmény                    | Ellenfél Eredmény | Helyezés |
| ------------------ | ----------- | --- | ---------- | -------------------------- | --------------------------- | ------------------------------------ | ----------------- | -------- |
| Naszir Gadzsihanov | 76 kg       | 6. csoport · Alexander Leipold (GER) · 2-5 · Yosmany Romero (CUB) · 3-0 · Radion Kertanti (SVK) · 3-2 | 2.         | kiesett                    | kiesett                     | kiesett                              | kiesett           | 7.       |
| Mogamed Ibragimov  | 85 kg       | 1. csoport · Davyd Bichinashvili (UKR) · 1-1 · Kavai Tacuo (JPN) · 6-5                                | 1.         | Charles Burton (USA) · 4-2 | Adam Szajtyijev (RUS) · 0-3 | Amir Reza Khadem Azgadhi (IRI) · 4-1 |                   |          |

## Kajak-kenu

### Szlalom
| Versenyző       | Versenyszám       | Selejtező | Selejtező | Selejtező | Selejtező | Selejtező  | Selejtező  | Döntő    | Döntő    | Döntő    | Döntő    | Döntő      | Döntő      |
| Versenyző       | Versenyszám       | 1. futam  | 1. futam  | 2. futam  | 2. futam  | Összesítés | Összesítés | 1. futam | 1. futam | 2. futam | 2. futam | Összesítés | Összesítés |
| Versenyző       | Versenyszám       | Pont      | Hely.     | Pont      | Hely.     | Pont       | Hely.      | Pont     | Hely.    | Pont     | Hely.    | Pont       | Helyezés   |
| --------------- | ----------------- | --------- | --------- | --------- | --------- | ---------- | ---------- | -------- | -------- | -------- | -------- | ---------- | ---------- |
| Lazar Popovszki | Férfi kajak egyes | 132,23    | 14.       | 134,37    | 16.       | 266,60     | 17.        | kiesett  | kiesett  | kiesett  | kiesett  | kiesett    | kiesett    |

## Sportlövészet
Női
| Versenyző    | Versenyszám           | Selejtező | Selejtező | Döntő   | Döntő    |
| Versenyző    | Versenyszám           | Pont      | Helyezés  | Pont    | Helyezés |
| ------------ | --------------------- | --------- | --------- | ------- | -------- |
| Divna Pesikj | Légpuska              | 384       | 44.*      | kiesett | kiesett  |
| Divna Pesikj | Sportpuska, összetett | 561       | 36.       | kiesett | kiesett  |

* - egy másik versenyzővel azonos eredményt ért el

## Úszás
Férfi
| Versenyző                 | Versenyszám    | Előfutam | Előfutam | Előfutam | Elődöntő | Elődöntő | Elődöntő | Döntő   | Döntő    |
| Versenyző                 | Versenyszám    | Idő      | Hely.    | Össz.    | Idő      | Hely.    | Össz.    | Idő     | Helyezés |
| ------------------------- | -------------- | -------- | -------- | -------- | -------- | -------- | -------- | ------- | -------- |
| Alekszandar Miladinovszki | 100 m pillangó | 55,62    | 2.       | 41.      | kiesett  | kiesett  | kiesett  | kiesett | kiesett  |
| Alekszandar Miladinovszki | 200 m vegyes   | 2:07,45  | 4.       | 38.      | kiesett  | kiesett  | kiesett  | kiesett | kiesett  |
| Zoran Lazarovszki         | 200 m pillangó | 2:01,30  | 2.       | 29.      | kiesett  | kiesett  | kiesett  | kiesett | kiesett  |

Női
| Versenyző            | Versenyszám    | Előfutam | Előfutam | Előfutam | Elődöntő | Elődöntő | Elődöntő | Döntő   | Döntő    |
| Versenyző            | Versenyszám    | Idő      | Hely.    | Össz.    | Idő      | Hely.    | Össz.    | Idő     | Helyezés |
| -------------------- | -------------- | -------- | -------- | -------- | -------- | -------- | -------- | ------- | -------- |
| Veszna Sztojanovszka | 200 m gyors    | 2:05,58  | 2.       | 29.      | kiesett  | kiesett  | kiesett  | kiesett | kiesett  |
| Veszna Sztojanovszka | 400 m gyors    | 4:19,69  | 2.       | 31.      |          |          |          | kiesett | kiesett  |
| Mirjana Bosevszka    | 800 m gyors    | 8:46,39  | 6.       | 17.*     |          |          |          | kiesett | kiesett  |
| Mirjana Bosevszka    | 200 m pillangó | 2:12,59  | 2.       | 20.      | kiesett  | kiesett  | kiesett  | kiesett | kiesett  |
| Mirjana Bosevszka    | 400 m vegyes   | 4:48,08  | 7.       | 17.      |          |          |          | kiesett | kiesett  |

* - egy másik versenyzővel azonos eredményt ért el